# キル (キルデア県)
キル（英語: Kill、アイルランド語: an Chill）は、アイルランド・レンスター地方キルデア県の村。一級国道の国道N7号線沿い、ダブリン県との県境付近に位置する。人口は3,818人（2022年国勢調査）。村の名前はアイルランド語で教会を意味する。
アイルランド独立活動家のジョン・デボイの出身地として知られる。また1987年の花のまちコンクールで「ヨーロッパ賞」を受賞した。

## 歴史
2004年、国道N7号線の拡張工事で青銅器時代後期から鉄器時代初期のヒルフォートと3つの手押し車が発掘された。
ネースを拠点にした9人のUi Faeláin王の埋葬地と伝えられており、最後の王Cerball mac Muirecáinは909年に埋葬された。
キル・ヒルにはホスピタラー騎士団（聖ヨハネ騎士団、現在のマルタ騎士団）のMaurice FitzGeraldの手によって13世紀に騎士団のコマンドリーが建設された。1326年と1332年から1334年にかけて騎士団の総会が開催された。コマンドリーは宗教改革まで存在し、以降はジョン・アランが所有した。
秘密結社ホワイトボーイズは1775年にキル教区で活動していた。1798年にキルで郵便馬車が停止されたことで県内に反乱が波及した（1798年アイルランド反乱）。
キル・ヒルは18世紀の地図に町の名前として掲載され、1811年の議会法で共有地として記載された。
アイルランド独立戦争中、グリーンヒルズで王立アイルランド警察隊の隊員2名が殺害された。1920年8月21日、Broughal'sパブはイギリス軍によって攻撃され、空き家となっていた警察隊の兵舎は焼き払われた。

## 交通
キルはダブリンから南と南西方面を結ぶ幹線道路沿いに位置している。1729年にターンパイクがダブリン＝Kilcullen間で開通した。キルは郵便馬車の馬の乗り換え地点として栄えた。宿屋のオールドハウスは1794年に建設されたものである。この道路は現在の国道N7号線である。
20世紀半ばになると交通量が劇的に増えたことで、交通事故も増加の一途を辿った。1956年に街を迂回するバイパス道路が開通したものの、センターラインは無く3ヶ月も経たない内に4人が死亡する事故が起こった。1956年の新聞記者のレポートによると「アイルランドの道路で最も近代的で、バイパスと幹線道路は交差しているが、幹線道路の警告は小さな標識1つしかない」という状況だった。その後二車線に拡張され、交差点には信号が設置された。交差点も最終的には立体交差となった。

## 経済
1945年、キャッスル・サンド・カンパニーがキルで採掘を開始した。同社は後にロードストーン社となり、次いでCRHとなった。キルの採石場とオフィスは、1982年に閉鎖されるまで主要な雇用主であった。

## 出身人物
- アダム・バーン（英語版） - ラグビーユニオン選手
- ジョン・デボイ（英語版） - アイルランド独立活動家
- パッツィ・ローラー（英語版） - シャナズ・エアラン（上院）議員
- Emer McLysaght - 『Aisling』の共同著作者
- リアム・オフリン（英語版） - ミュージシャン
- ヘイディ・タルボット（英語版） - ミュージシャン
- ジェームズ・トレーシー（英語版） - ラグビーユニオン選手
- ケイティー・ウォルシュ（英語版） - 騎手
- ルビー・ウォルシュ - 騎手